# جیمز گورمن (بازیکن فوتبال)
جیمز گورمن (انگلیسی: James Gorman; ۱ ژانویهٔ ۱۸۸۲ – تاریخ ورودی نامعتبر است) بازیکن فوتبال اهل بریتانیا بود.
از باشگاه‌هایی که در آن بازی کرده‌است می‌توان به باشگاه فوتبال لیورپول اشاره کرد.